# Abel Ramírez
Abel Ramírez Águilar (Ciudad de México, 22 de mayo de 1943-Ciudad de México, 21 de julio de 2021) fue un escultor mexicano que ha ganado muchos premios por sus obras tradicionales en madera, piedra, metal y también por sus obras en hielo y nieve en los Estados Unidos, Canadá, Japón y Europa. 
Recibió su educación artística en México y Países Bajos en los años 60 y desde entonces exhibió sus obras en exhibiciones individuales y colectivas. Descubrió la escultura en nieve y hielo durante una visita a la ciudad de Quebec (Canadá) en los años 80, donde tuvo su primera experiencia con la nieve. El reto de crear en los medios fríos lo atrapó y empezó como aficionado. Su carrera profesional de hacer escultura en hielo y nieve comenzó en 1992 durante los Juegos Olímpicos de Invierno en Francia. Ganó una medalla de oro en dicha Olimpiada y esto le trajo nuevas invitaciones para competir. 

## Biografía

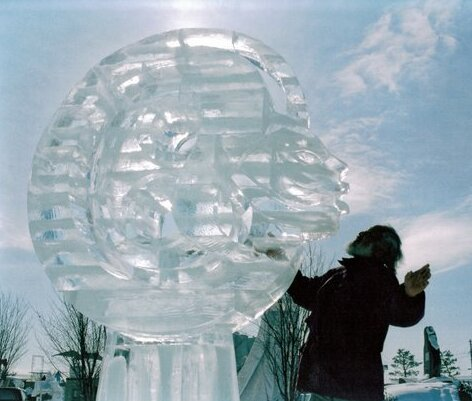
Ramírez y una de sus esculturas, en Japón

Abel Ramírez Águilar nació en la Ciudad de México el 22 de mayo de 1943. Su interés en el arte empezó cuando era niño. Dijo que sus maestros de arte durante su niñez apreciaron su talento y su maneras de  expresión artística, motivándolo para desarrollar estos talentos. En la universidad estudió arquitectura en vez de artes plásticas. Más tarde tomó clases de escultura en la Escuela Nacional de Pintura, Escultura y Grabado "La Esmeralda" en 1958, 1963, 1967 y 1968. También estudió cerámica, anilina y vidrio en la Escuela Nacional de Diseño y Artesanías en la Ciudad de México, de 1958 hasta 1963. José Chávez Morado fue uno de sus maestros en La Esmeralda. Más tarde recibió una beca para estudiar en la Rhode Island School of Design (en Estados Unidos) en 1962, bajo Lylie y Dorothy Perkins.
Ramírez era buceador y estaba registrado como maestro de buceo. También fue el fundador de la Federación Mexicana de Actividades Subacuáticas. Fue pionero en la fotografía acuática en México durante una época cuando no se contaba en el país con el equipo fotográfico acuático especial para el buceo, parcialmente a causa de las restricciones gubernamentales contra su importación. Sin embargo, el maestro continuó en este tiempo con varias exhibiciones de sus obras fotográficas en México y en el extranjero. En 1975, ganó el segundo lugar en el Grand Prix en Fotografía Subacuática en Estocolmo, Suecia.
Después de un número de exposiciones de sus dibujos y esculturas, recibió una beca del gobierno neerlandés en 1979 para estudiar dos años en la Academia Real de Arte en La Haya. Durante su tiempo en Países Bajos, la Fundación Artística Ingrid Rolema lo invitó a trabajar allí entre 1980 y 1981.
Ramírez tocó la nieve por primera vez en los años 80, cuando tenía más de cuarenta años, durante una visita con amigos a Quebec, Canadá. Según sus palabras, fue "mágico y sensual". Después de descubrir que había escultores dedicados a crear esculturas en nieve y hielo, decidió experimentar con este nuevo medio. Llegó a apreciar la cultura de la escultura en nieve y hielo e hizo amigos con varios escultores que competían en concursos de este arte. Inició como aficionado y después llegó a ser profesional.
Vivía en la Ciudad de México.

## Carrera

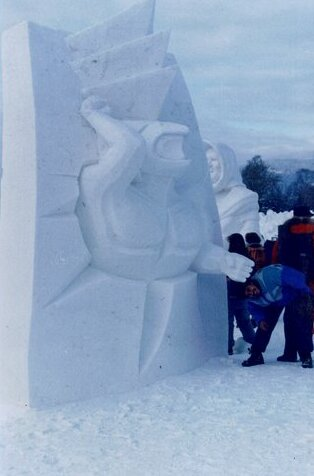
Escultura de nieve en Lillehammer, Noruega

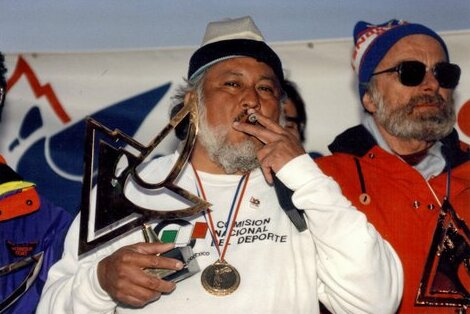
Ramírez con premios en Francia

La carrera artística de Ramírez comenzó con exposiciones individuales y colectivas, y también con la participación en concursos de escultura en medios tradicionales como piedra, madera y metal. Más tarde también incluyó participación en concursos de escultura en nieve y hielo. Participó en concursos en Suecia, Noruega, Finlandia, Francia, Canadá, Estados Unidos, Japón, Colombia, Argentina, Escocia, Polonia, Hungría y Bangladés. En México, participaba casi cada año en concursos de escultura en acero, piedra y madera, por ejemplo, el Simposio de Escultura Monumental en Acero Inoxidable en Tultepec, Estado de México, el Festival Internacional de Cantera en Oaxaca y el Concurso Nacional de Escultura en Madera en la Ciudad de México.
Desde 1965 hasta 1980, la mayoría de sus exposiciones fueron de esculturas y dibujos en lugares como la Galería de la Academia de Bellas Artes en Puebla (1965), Centro Cultural de Villa Olímpica (1970), Galería Fernando Ramírez Osorio en Puebla (1972), Galería Chapultepec en la Ciudad de México (1971, 1972), Galería José María Velasco en la Ciudad de México (1972), la Casa de la Paz en la Ciudad de México (1973), la Universidad Nacional Autónoma de México (1973), Galería Pablo Picasso en Tulancingo (1974), la Casa de Cultura en Querétaro (1975), la Procuraduría General de la República en la Ciudad de México (1976), el Museo de Arte Contemporáneo en Morelia (1977) y el Poliforum Cultural Siqueiros (1978).
Desde 1980 hasta el presente, sus exposiciones son especialmente de escultura, en lugares como el  Pulchri Studio en La Haya, la galería Dry Coningen en Países Bajos, la Galería de Arte y Folklore Rural en La Haya (1980), la galería Cowall en La Haya, la Galería Goudkuil en Gouda, Países Bajos (1981), la Casa de Cultura en Puebla (1983), el Instituto Tecnológico de Sonora (1984), la Galería Marstelle en la Ciudad de México (1985), una retrospectiva en el Instituto Politécnico Nacional, y exposiciones en la UNAM y la Casa de la Cultura en Puebla (1986), la Galería Misrachi en la Ciudad de México (1987), la Alianza Francesa en la Ciudad de México (1988), ITESM-Campus Estado de México (1991), la Casa de Cultura en Acapulco (1999), la Galería de la Lotería Nacional en la Ciudad de México (2002) y el Centro de Convenciones en Cancún (2008).
En 1990, el Museo Universitario del Chopo presentó una retrospectiva de sus obras de 25 años con más de 140 esculturas.
Iniciando en 1967, ha participado en más de 45 exposiciones colectivas en Bangladés, Guatemala, Argentina, Estados Unidos, Finlandia, Canadá, Holanda, y también en varios sitios de México, como el Museo de Arte Moderno, el Salón de la Plástica Mexicana, el Palacio de Bellas Artes y el Polyforum Cultural Siqueiros.
Ramírez ganó fama por sus participaciones en concursos de escultura en nieve y hielo por más de veinte años. Debido a que no hay organizaciones dedicadas a la escultura en nieve y hielo en México, Ramírez desarrolló sus habilidades participando en varios concursos. Su primera experiencia en la escultura en nieve y hielo fue en Quebec. Con gran interés en este medio novedoso, empezó a experimentar como aficionado. Aprendió a apreciar la cultura de los escultores en hielo y nieve. Su primer concurso profesional fue un evento de los Juegos Olímpicos de 1992 en Valloire/Albertville en Francia, a los que sus amigos lo habían inscripto sin su consentimiento. Hizo su preparación en una fábrica de hielo en el centro histórico de la Ciudad de México. Finalmente, ganó la medalla de oro y este éxito provocó que le llegaran otras invitaciones a distintos concursos.
Participó en el segundo Concurso Internacional de Campeones de Escultura en Hielo en Breckenridge, Colorado, en 1992, y en los Juegos Olímpicos de 1994 en Lillehammer, Noruega. En 1995, fue el capitán del equipo de México en el Concurso Internacional de Escultura en Hielo en Ashahikawa, Hokkaido (Japón), ganando el Premio de la Cámara de Comercio. 

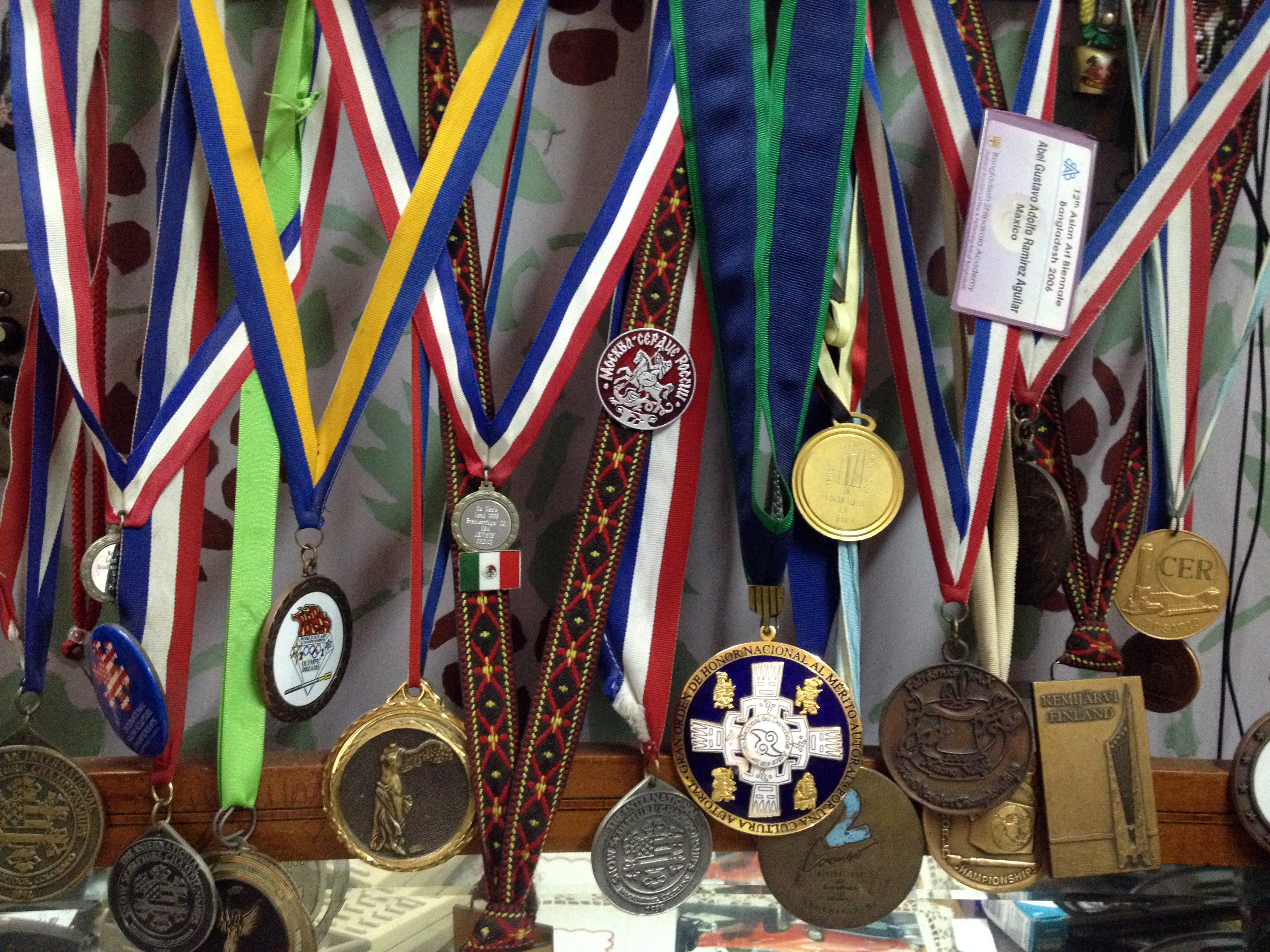
Premios de Abel Ramírez por sus obras tradicionales en madera, piedra, metal y también por sus obras en hielo y nieve en Estados Unidos, Canadá, Japón y Europa.

Luego, este equipo fue invitado para participar en el Concurso Internacional de Artes en Hielo y Nieve en Higashikawa, Hokkaido, en el mismo año. En 1996, Ramírez ganó el segundo lugar en el Campeonato del Mundo de Ice Art de 1996 en Alaska. En 1998 y 1999, participó en el Internacional Snow Sculpture Championship en Breckenridge, ganando una medalla de oro en 1999. En Lulue, Suecia, ganó el segundo lugar y dos medallas de plata en 2000. Representó a México en el Campeonato del Mundo de Arte en Hielo en 2000, 2001 y 2003, en Alaska. en 2008, participó en el evento Winterlude en Ottawa.
El mismo Ramírez no sabe cuántas esculturas ha creado hasta el presente, pero cree que el número es unos cientos. Estas obras incluyen las monumentales que están en varias ciudades en México como Veracruz, Tejupilco, Ecatepec y Aguascalientes. 
Durante casi todo su carrera, también ha enseñado artes y artesanía. Empezó como maestro de cerámica en la C.E.C.A.T.I. Número 8, en Puebla, desde 1963 hasta 1967; desde 1967 hasta 1969, fue maestro de metales, cerámica y vidrios en el Centro de Artes Plásticas y Artesanía de IMSS; y desde 1982, es maestro de escultura en la Escuela Nacional de Pintura, Escultura y Grabado "La Esmeralda".
Además de los muchos premios que Ramírez ha ganado por sus esculturas propias, recibió reconocimientos conjuntos por su carrera. En Argentina, en el complejo turístico de Villa Carlos Paz (en la provincia de Córdoba), bautizaron el auditorio local con su nombre en 1998. Llegó a ser miembro del Salón de la Plástica Mexicana en 1998 y recibió la Medalla El Tlacuilo en 2001 de la institución. También es miembro de la Sociedad Mexicana de Derechos de Autor de Artistas Plásticos y la Asociación de Artistas Plásticos en México. En 2005, recibió la Gran Orden de Honor Nacional al Mérito Autoral de la Secretaría de Educación Pública y la Asociación Internacional de Editoriales por su labor de la vida.
Ha participado como sinodal, jurado calificador de concursos de Artes Plásticas y Escultura para varias instituciones estatales, nacionales e internacionales.

## Estilo
Durante su carrera, ha experimentado con varios medios y técnicas, pero la mayoría de sus obras han sido en madera, bronce y más tarde en nieve y hielo. Sus obras generalmente son de tamaño mediano y monumental y poseen un toque de surrealismo o realismo mágico. Él mismo describe sus obras como “neo figurativo”, con elementos de influencia cubista e impresionista.
Sus obras en nieve y hielo tienden a tener temas relacionados al nacionalismo mexicano, sobre todo, relacionados con la historia precolombina del país. Temas celestiales son comunes también.
Su experiencia como artesano en cerámica influye su escultura, con líneas simplificadas, que en ocasiones pueden aparecer frágiles. También hace esculturas que se enfocan en figuras solitarias mirando por ventanas y otras acompañadas con gatos, pájaros, estrellas y caracoles.
Inventó una técnica de bronce tallado que después se cubre en plata. Sus primeras obras de este tipo se exhibieron en la Galería Monte Pelvoux en Lomas de Chapultepec. Esta técnica es el resultado de su trabajo con metales preciosos en maneras más tradicionales.